# Gruszyny
Gruszyny (deutsch Grauschienen) ist ein Ort in der polnischen Woiwodschaft Ermland-Masuren. Er gehört zur Gmina Górowo Iławeckie (Landgemeinde Landsberg (Ostpreußen)) im Powiat Bartoszycki (Kreis Bartenstein (Ostpr.)).

## Geographische Lage
Gruszyny liegt in der nördlichen Mitte der Woiwodschaft Ermland-Masuren, 17 Kilometer südwestlich der früheren und heute auf russischem Hoheitsgebiet gelegenen Kreisstadt Preußisch Eylau (russisch Bagrationowsk) bzw. 20 Kilometer westlich der heutigen Kreismetropole Bartoszyce (deutsch Bartenstein). Bis zum Dorf Gruszynki, das den gleichen deutschen Ortsnamen „Grauschienen“ trägt, sind es sieben Kilometer in östlicher Richtung.

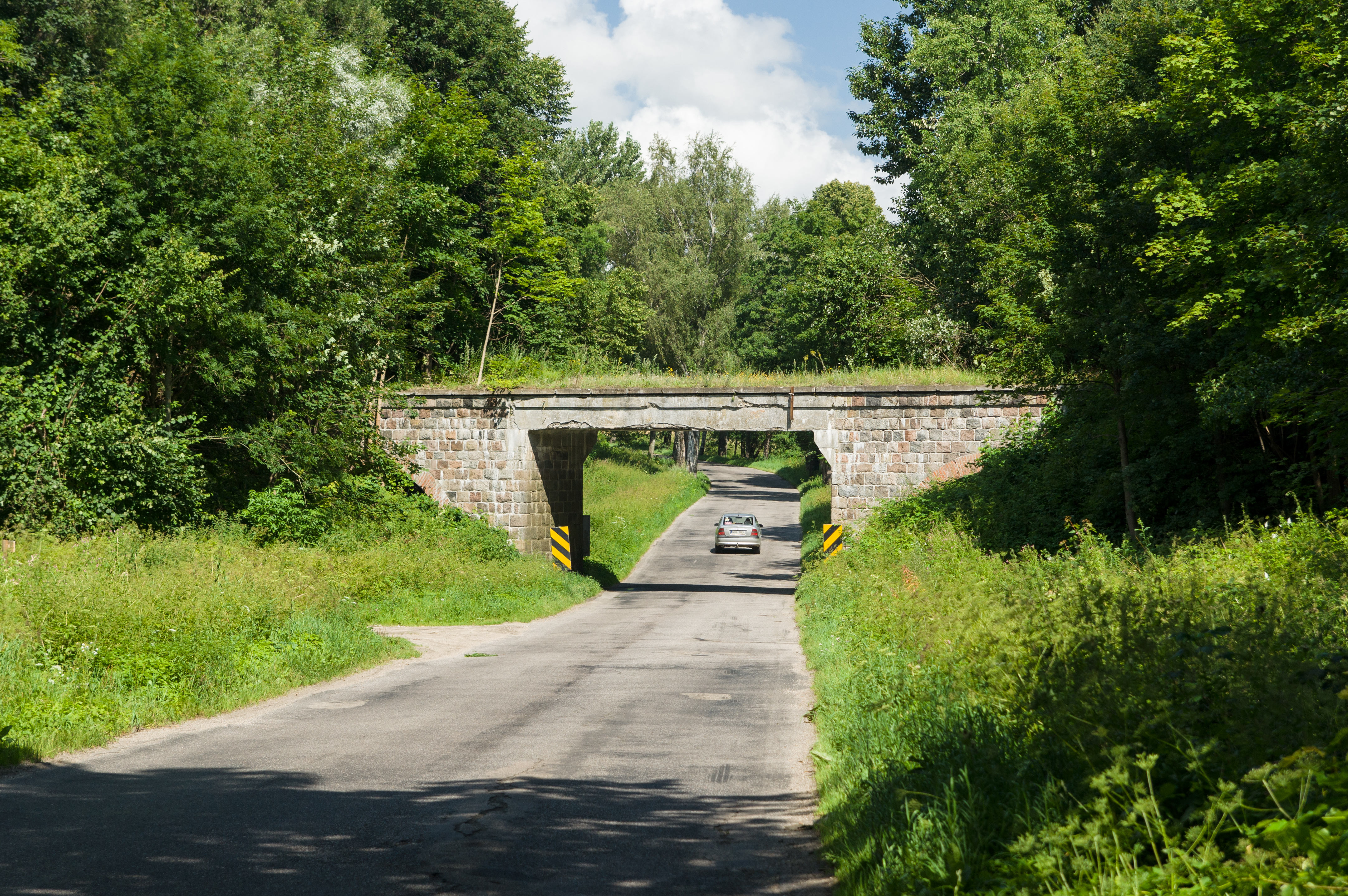
Eisenbahnviadukt bei Gruszyny

## Geschichte
Gegründet wurde das aus mehreren kleinen Höfen und Gehöften bestehende seinerzeitige Grosein vor 1414, und nach 1470 Grauschinken, um 1785 Groß Grauschienen, nach 1785 Grauschinen (ohne Zusatz) und nach 1820 Grauschienen genannt.
Im Jahre 1874 wurde die Landgemeinde Grauschienen dem Amtsbezirk Groß Peisten (polnisch Piasty Wielkie) zugeordnet. Der Amtsbezirk gehörte zum ostpreußischen Kreis Preußisch Eylau. Die Landgemeinde bestand bis 1945. 1910 lebten in ihr 105 Einwohner. Ihre Zahl belief sich 1933 auf 86 und 1939 auf 103.
In Kriegsfolge wurde 1945 das gesamte südliche Ostpreußen an Polen abgetreten. Grauschienen erhielt die polnische Namensform „Gruszyny“ und ist heute eine Ortschaft innerhalb der Landgemeinde Górowo Iławeckie (Landsberg (Ostpr.)) im Powiat Bartoszycki (Kreis Bartenstein (Ostpr.)), von 1975 bis 1998 der Woiwodschaft Olsztyn, seither der Woiwodschaft Ermland-Masuren zugehörig.

## Religion

### Christentum
Bis 1945 war die Landgemeinde Grauschienen in die evangelische Kirche Groß Peisten (Piasty Wielkie) – beide der Kirchenprovinz Ostpreußen der Kirche der Altpreußischen Union zugeordnet –  eingegliedert. Die zuständige römisch-katholische Pfarrei war die in der Stadt Landsberg (Górowo Iławeckie) im damaligen Bistum Ermland.
Heute gehört Gruszyny weiterhin katholischerseits zu Górowo Iławeckie, jetzt im Erzbistum Ermland gelegen. Evangelischerseits ist Gruszyny nach Bartoszyce (Bartenstein) hin orientiert, zur dortigen Filialgemeinde der Johanneskirche in Kętrzyn (Rastenburg) in der Diözese Masuren der Evangelisch-Augsburgischen Kirche in Polen.

## Verkehr

### Straße
Gruszyny liegt an der verkehrsreichen Woiwodschaftsstraße 511, die von Lidzbark Warmiński (Heilsberg) über Górowo Iławeckie (Landsberg) bis zur polnisch-russischen Staatsgrenze bei Grądzik (Grünhöfchen) bei Żykowo (Schewecken) führt. Sie verläuft auf der Trasse der einstigen deutschen Reichsstraße 134, die bereits im Kreis Ortelsburg begann und über Allenstein (Olsztyn) bis nach Preußisch Eylau (Bagrationowsk) führte.

### Schiene
Unweit von Gruszyny verlief bis 1945 die Bahnstrecke (Königsberg–) Zinten–Heilsberg–Niedersee, die nach dem Krieg zunächst als Bahnlinie 224 der Polnischen Staatsbahn (PKP) von Czerwonka (Rothfließ) bis zur polnisch-russischen Grenze bei Zinten (russisch Kornewo, polnisch Korniewo) befahren, dann aber gänzlich eingestellt wurde. An die Strecke erinnert bei Gruszyny noch heute eine frühere Eisenbahnbrücke.